# Melbeck
Melbeck település Németországban, azon belül Alsó-Szászország tartományban. Lakosainak száma 3505 fő (2023. december 31.). Melbeck Häcklingen, Embsen és Deutsch Evern községekkel határos.

## Népesség
A település népességének változása:
| Lakosok száma | 3392 | 3364 | 3375 | 3335 | 3496 | 3563 | 3505 |
|               | 2010 | 2016 | 2017 | 2019 | 2021 | 2022 | 2023 |